# Iwan Wassiljewitsch Udodow
Iwan Wassiljewitsch Udodow (russisch Иван Васильевич Удодов, wiss. Transliteration Ivan Vasil'evič Udodov; * 20. Mai 1924 in Glubokaja; † 16. Oktober 1981 in Rostow am Don) war ein sowjetischer Gewichtheber.

## Werdegang
1941, als er 17 war, wurde er von den Deutschen gefangen genommen und in das Konzentrationslager Buchenwald deportiert. Als er 1945 befreit wurde, wog er nur noch etwa 30 kg und konnte nicht alleine gehen.
Iwan Udodow gehörte der zweiten sowjetischen Gewichthebergeneration an, die nach dem Zweiten Weltkrieg in das internationale Gewichthebergeschehen eingreifen konnte. Die erste Generation waren Sportler, die schon Ende der 1930er und Anfang der 1940er Jahre in der Sowjetunion sehr gute Leistungen erzielten und bei den Weltmeisterschaften 1946 in Paris und den Europameisterschaften 1947 in Helsinki eingesetzt wurden. Unter diesen Hebern waren auch die später als Trainer außerordentlich erfolgreichen Kuzenko, Mechanik und Schatow. Diese führten in den 1950er Jahren die sowjetischen Gewichtheber an die bis dahin führende Gewichtheber-Nation USA heran und überholten diese schließlich. Sie waren auch, neben dem Heimtrainer in Rostow, M. L. Bajew, für Udodows hervorragende Leistungen verantwortlich, mit denen er bei den Olympischen Spielen in Helsinki 1952 Olympiasieger und 1953 Weltmeister werden sollte. Udodow war der erste sowjetische Olympiasieger überhaupt.
Nach Beendigung seiner aktiven Sportlerlaufbahn gehörte Iwan Udodow, der vorher Offizier in der Sowjetarmee war, selbst jahrelang zum Trainerstab der sowjetischen Nationalmannschaft.

## Internationale Erfolge
(OS = Olympische Spiele, WM = Weltmeisterschaften, EM = Europameisterschaften, Ba = Bantamgewicht, Fe = Federgewicht)
- 1952, Goldmedaille, OS in Helsinki, Ba, mit 315 kg, vor Mahmoud Namdjou, Iran, 307,5 kg und Ali Mirzahi, Iran, 300 kg;
- 1953, 1. Platz, WM + EM in Stockholm, Ba, mit 315 kg, vor Kemal Mahgoub, Ägypten, 295 kg und Karel Saitl, CSSR, 280 kg;
- 1954, 2. Platz, WM + EM in Wien, Fe, mit 350 kg, hinter Rafael Tschimischkian, UdSSR, 350 kg und vor Tun Maung, Burma, 330 kg;
- 1955, 2. Platz, WM + EM in München, Fe, mit 345 kg, hinter Tschimischkian, 350 kg und vor Ali Mahgoub, Ägypten, 327,5 kg.

## UdSSR-Meisterschaften
- 1951, 1. Platz, Ba, mit 300 kg;
- 1952, 1. Platz, Ba, mit 307,5 kg, vor Bakir Farchutdinow, 297,5 kg;
- 1954, 3. Platz, Fe, mit 332,5 kg, hinter Nikolai Saksonow, 335 kg und Rafael Tschimischkian, 330 kg;
- 1955, 2. Platz, Fe, mit 340 kg, hinter Tschimischkian, 347,5 kg, vor Mazureko, 327,5 kg;
- 1956, 1. Platz, Fe, 340 kg, mit 340 kg, vor Tarelkin, 337,5 kg, Tschimischkian, 335 kg und Jewgeni Minajew, 335 kg;
- 1957, 4. Platz, Fe, mit 340 kg, hinter Minajew, 357,5 kg, Tschimischkian, 347,5 kg und Nemtschikow, 340 kg.

## Weltrekorde
im beidarmigen Drücken:
- 111,5 kg, 1954 in Rostow, Fe.

im beidarmigen Reißen:
- 98 kg, 1952 in Moskau, Ba.

im olympischen Dreikampf:
- 320 kg, 1953 in Rostow, Ba,
- 355 kg, 1954 in Rostow, Fe.